# グリッズ
グリッズ（GRIDS）はサンケイビルが事業展開するホステルのブランドである。運営はABアコモに委託。

## 概要
サンケイビルは、増加傾向にある訪日外国人のニーズを捉えホステル事業に進出、2015年4月に第一号となるグリッズ（GRIDS）秋葉原を開業させた。
名称は、人と人、日本と世界が重なり合う場所をイメージして、格子を意味するGRIDS（グリッズ）に由来する。
ブランドコンセプトは、「THE TRAVELL ERS HUB 旅をつなぐ。人をつなぐ。心をつなぐ。」　安価・安全でシンプルな滞在に加え、新たな人やモノとのつながりを見つけられる宿泊施設を目指している。
ドミトリータイプの客室に加え、グループでの利用を見据えた個室が多いのが特徴。
2021年、ライフスタイル型ホテルとしてグリッズプレミアムホテル大阪なんばを開業させた。
2022年には、プレミア厶ホテル第2弾となる、グリッズプレミア厶ホテル小樽を開業させた。
しかし、コロナ禍の影響で閉館した施設も多々あり、現在営業中なのはグリッズ東京上野駅前と、プレミアムホテルの3館のみである。

## 施設一覧
- グリッズ（GRIDS）秋葉原（2015年4月開業）
- グリッズ（GRIDS）日本橋イースト（2016年1月開業）
- グリッズ（GRIDS）札幌（2017年6月開業）
- グリッズ（GRIDS）東京 浅草橋（2017年11月開業）
- グリッズ（GRIDS）京都 四条河原町（2018年4月開業）
- グリッズ（GRIDS）東京 上野駅前（2019年11月開業）
- グリッズプレミアムホテル大阪なんば（2021年3月12日開業）
- グリッズプレミアムホテル小樽（2022年9月1日開業）
- グリッズプレミアムホテル熊本（2024年4月1日開業）

施設の詳細は下記を参照。

## 各施設詳細
- グリッズ（GRIDS）秋葉原　閉館 (2020年8月31日)[1]
- グリッズ（GRIDS）日本橋イースト　閉館 (2020年8月31日)[1]
- グリッズ（GRIDS）札幌　閉館 (2023年3月22日)[2]
- グリッズ（GRIDS）東京 浅草橋　閉館（2023年3月30日）
- グリッズ（GRIDS）京都 四条河原町　閉館（2022年〜2023年頃?）
- グリッズ（GRIDS）東京 上野駅前　営業中
  - ダブルルームや、2段ベットがある個室などがある。また、シェアルームやレディースルームもある。[3]
- グリッズプレミアムホテル大阪なんば　営業中
  - 客室は、15㎡のスタンダードダブルから、29㎡のプレミアムダブルまで、多彩な部屋がある。また、ユニバーサルルームも完備。[4]
- グリッズプレミアムホテル小樽　営業中
  - 客室は、15㎡のスタンダードダブルから、39㎡のプレミアムファミリーまで、それぞれのニーズに合わせた部屋になっている。また、大阪なんばと同様、ユニバーサルルームも完備。さらに、ロフト付きの部屋も存在する。[5]
  - 11Fは、プレミアムフロアとなっており、わずか3部屋しかない。また、1部屋ずつ違う作りになっている。[5]
  - 大浴場は最上階11Fにあり、内湯と、露天風呂を完備。露天風呂からは、石狩湾の景色を拝むこともできる。[6]
- グリッズプレミアムホテル熊本　営業中